# К'ініч-Татб'у-Холь II
К'ініч-Татб'у-Холь II (д/н—після 537) — ахав Па'чана у 526 — після 537 року.

## Життєпис
Був сином ахава Яшун-Б'алама II. Скориставшись невдачами свого брата — ахава Таб'-Б'алама I у війні проти царства Йокіб-К'іна. Інтронізація відбулася в день 9.4.11.8.16, 2 Кіб 19 Паш (13 лютого 526 року).
Відомий головним чином завдяки створенню 4 одвірок, що містять дуже важливі відомості стосовно ранньої історії Па'чана. Оповідання завершується описом військових успіхів самого К'ініч-Татб'у-Холя II, якому вдалося значно зміцнити позиції свого царства.
Між 526 і 537 роками він захопив в полон родичів царів Лакамтууна і Ак'є. Під час свого правління К'ініч-Татб'у-Холь II повністю звільнився від впливу Йокібського царя. В день 9.5.2.10.6, 1 Кімі 14 Муваан (16 січня 537 року) К'ініч-Татб'у-Холь II захопив у полон Навакаль-Тіпіна, людину з династії канульского царя Туун-К'аб'-Хіша.
Про діяльність К'ініч-Татб'у-Холя II після 537 року нічого невідомо.